# Bucea
Bucea – wieś w Rumunii, w okręgu Kluż, w gminie Negreni. W 2011 roku liczyła 705 mieszkańców.